# Silvia Olivas
Silvia Cardenas Olivas (Los Ángeles, California) es una escritora y productora de televisión conocida por su trabajo en series de televisión en vivo y animación principal, además de ser la escritora principal en la serie animada Elena de Avalor. Ha sido reconocida con premios y nominaciones por su contribución a la industria del entretenimiento. Ganadora de un premio Emmy y nominada a los Premios Humanitas y Premios NAACP Image.

## Biografía
Olivas tuvo una infancia complicada, hija de una mujer mexicoamericana de primera generación, madre soltera  con estudios hasta séptimo grado que crio a cinco hijos. Creció en un vecindario de bajos ingresos en Los Ángeles, pero se graduó como la mejor de su clase. Obtuvo una licenciatura en la Universidad Loyola Marymount.

## Trayectoria
Olivas comenzó su carrera en televisión como gerente de escenario en El Show de Paul Rodriguez. Su primer trabajo como escritora fue en la serie Moesha, que se emitió desde 1996 hasta 2001 donde llegó a ser coproductora. Después pasó a trabajar en otros proyectos como Los Hermanos García, en Nickelodeon, también en esta serie tuvo participación como escritora  y coproductora, por la cual fue nominada a un premio Humanitas. Entre sus créditos adicionales como escritora se encuentran Jessie de Disney Channel, Raising Dad, Just Jordan y la nominada a los Premios Emmy East Los High de Hulu. En cuanto a la animación, Olivas ha trabajado en The Proud Family, Special Agent Oso, Maya & Miguel, Martha habla, Fatherhood, Pound Puppies y Olivia.
Un hito destacado en la carrera de Silvia Olivas fue su papel como coproductora y principal escritora en la historia de Elena de Avalor, una serie de Disney que presenta a la primera princesa latina en el universo de Disney. Durante su participación en el programa, Olivas contribuyó a la creación de historias auténticas y a la representación de la cultura hispana en la pantalla. Por su trabajo en Elena de Avalor, recibió un premio Emmy.

## Filmografía
- Moesha (1996-2001, guion y producción)
- The Brothers Garcia (2000-2004, guion y coproducción)
- Jessie (2011-2015, guion)
- Raising Dad (2001-2002, guion)
- The Proud Family (2001-2005, guion)
- Special Agent Oso (2009-2012, guion)
- Maya & Miguel (2004-2007, guion)
- Martha habla (2008-2014, guion)
- East Los High (2013-2017, guion)
- Elena de Avalor (2016-2020, guion y coproducción)
- Maya y los tres (2021, coproducción)

## Obra
- Disney Elena de Avalor: La promesa de una hermana (2016)